# Canton de Salins-les-Bains
Le canton de Salins-les-Bains est une ancienne division administrative française supprimée lors du redécoupage cantonal de 2014 et située dans le département du Jura et la région Franche-Comté. Depuis les élections départementales de mars 2015, il est intégré au nouveau canton d'Arbois.

## Représentation

### Conseillers d'arrondissement (de 1833 à 1940)
Le canton de Salins appartenait à l'arrondissement de Poligny jusqu'à sa disparition en 1926.
| Période                                  | Période | Identité                    | Étiquette       | Qualité |
| ---------------------------------------- | ------- | --------------------------- | --------------- | --- |
| 1833                                     | 1845    | Pierre Joseph Willard       |                 | Négociant à Salins, Président du Tribunal de commerce                                                       |
|                                          |         |                             |                 | |
| av.1892                                  | 1895    | M. Chicon                   |                 | Adjoint au maire de Salins                                                                                  |
| 1895                                     |         | M. Malfait                  | Républicain     | Maire de Salins                                                                                             |
|                                          |         |                             |                 | |
| 1919                                     | 1925    | Laurent Petit               | Libéral         | |
| 1925                                     | 1937    | Philippe Toubin (1886-1948) | URD             | Quincaillier à Salins                                                                                       |
| 1937                                     | 1940    | René Depasse (1879-1953)    | Union nationale | Greffier du Tribunal de commerce de Salins                                                                  |
| 1940                                     |         |                             |                 | Les conseils d'arrondissement ont été suspendus par la loi du 12 octobre 1940 et n'ont jamais été réactivés |
| Les données manquantes sont à compléter. |         |                             |                 | |

### Conseillers généraux de 1833 à 2015
| Période | Période      | Identité                                         | Étiquette            | Qualité |
| ------- | ------------ | ------------------------------------------------ | -------------------- | --- |
| 1833    | 1852         | Claude Bonzon                                    |                      | Propriétaire, maire de Salins (1830-1848) |
| 1852    | 1871         | Jean-Marie de Grimaldi (1796-1872)               |                      | Administrateur de théâtre, journaliste, homme d'affaires Ancien administrateur des salines de l'Est Propriétaire de l'établissement thermal de Salins, concessionnaire du chemin de fer de Dole à Salins Propriétaire à Paris, rue de Miromesnil Président du Conseil Général |
| 1871    | 1880         | Alfred Bouvet (1820-1900)                        | Droite               | Industriel du bois, Maire de Salins (1868-1870)Fondateur de la Caisse du Crédit agricole de Salins |
| 1880    | 1886         | Arthur Ligier                                    | Républicain          | Propriétaire à Salins |
| 1886    | 1898         | Alfred Bouvet                                    | Droite               | Industriel Fondateur du Crédit mutuel agricole du Jura |
| 1898    | 1904         | Maurice Bouvet (1855-1935, fils d'Alfred Bouvet) | Conservateur         | Industriel à Salins |
| 1904    | 1910         | Clément Frédéric Champon (1855-1940)             | Radical              | Négociant Maire de Salins (1900-1908, 1912-1919, 1924-1926) |
| 1910    | 1935 (décès) | Maurice Bouvet                                   | URD                  | Industriel à Salins |
| 1935    | 1940         | Michel Bouvet (1894-1969) (fils du précédent)    | Droite               | Industriel à Salins |
|         |              |                                                  |                      | |
| 1945    | 1958         | Simon Thurel                                     | DVD-RPF puis DVD     | Tanneur à Bracon |
| 1958    | 1976         | René Jacquet                                     | DVD puis CD puis CDP | Maire de Salins-les-Bains |
| 1976    | 2001         | Jean-Pierre Bach                                 | DVD puis RPR         | Vétérinaire Maire de Salins-les-Bains (1995-2001) Suppléant du député Gilbert Barbier (1993-1997) |
| 2001    | 2015         | Marie-Christine Chauvin                          | RPR puis UMP         | Responsable hospitalière Maire de Chaux-Champagny (2001-2017) |

## Composition
| Nom                          | Code Insee | Intercommunalité                          | Superficie (km2) | Population (dernière pop. légale) | Densité (hab./km2) |
| ---------------------------- | ---------- | ----------------------------------------- | ---------------- | --------------------------------- | ------------------ |
| Salins-les-Bains (chef-lieu) | 39500      | CC Arbois, Poligny, Salins, Cœur du Jura  | 24,68            | 2 783 (2014)                      | 113                |
| Abergement-lès-Thésy         | 39004      | CC Arbois, Poligny, Salins – Cœur du Jura | 4,63             | 63 (2014)                         | 14                 |
| Aiglepierre                  | 39006      | CC Arbois, Poligny, Salins – Cœur du Jura | 6,97             | 413 (2014)                        | 59                 |
| Aresches                     | 39586      | CC Arbois, Poligny, Salins – Cœur du Jura | 4,76             | 38 (2014)                         | 8                  |
| Bracon                       | 39072      | CC Arbois, Poligny, Salins – Cœur du Jura | 6,29             | 264 (2014)                        | 42                 |
| Cernans                      | 39084      | CC Arbois, Poligny, Salins – Cœur du Jura | 5,51             | 139 (2014)                        | 25                 |
| La Chapelle-sur-Furieuse     | 39103      | CC Arbois, Poligny, Salins – Cœur du Jura | 9,03             | 329 (2014)                        | 36                 |
| Chaux-Champagny              | 39133      | CC Arbois, Poligny, Salins – Cœur du Jura | 7,33             | 74 (2014)                         | 10                 |
| Chilly-sur-Salins            | 39147      | CC Arbois, Poligny, Salins – Cœur du Jura | 11,94            | 101 (2014)                        | 8,5                |
| Clucy                        | 39155      | CC Arbois, Poligny, Salins – Cœur du Jura | 5,13             | 86 (2014)                         | 17                 |
| Dournon                      | 39202      | CC Arbois, Poligny, Salins – Cœur du Jura | 6,55             | 131 (2014)                        | 20                 |
| Geraise                      | 39248      | CC Arbois, Poligny, Salins – Cœur du Jura | 6,04             | 41 (2014)                         | 6,8                |
| Ivory                        | 39267      | CC Arbois, Poligny, Salins – Cœur du Jura | 9,13             | 87 (2014)                         | 9,5                |
| Ivrey                        | 39268      | CC Arbois, Poligny, Salins – Cœur du Jura | 6,67             | 66 (2014)                         | 9,9                |
| Lemuy                        | 39291      | CC Arbois, Poligny, Salins – Cœur du Jura | 21,33            | 234 (2014)                        | 11                 |
| Marnoz                       | 39315      | CC Arbois, Poligny, Salins – Cœur du Jura | 4,87             | 412 (2014)                        | 85                 |
| Montmarlon                   | 39359      | CC Arbois, Poligny, Salins – Cœur du Jura | 3,28             | 30 (2014)                         | 9,1                |
| Pont-d'Héry                  | 39436      | CC Arbois, Poligny, Salins, Cœur du Jura  | 13,54            | 252 (2014)                        | 19                 |
| Pretin                       | 39444      | CC Arbois, Poligny, Salins – Cœur du Jura | 5,44             | 63 (2014)                         | 12                 |
| Saint-Thiébaud               | 39495      | CC Arbois, Poligny, Salins – Cœur du Jura | 7,94             | 65 (2014)                         | 8,2                |
| Saizenay                     | 39497      | CC Arbois, Poligny, Salins – Cœur du Jura | 4,88             | 103 (2014)                        | 21                 |
| Thésy                        | 39529      | CC Arbois, Poligny, Salins – Cœur du Jura | 4,92             | 66 (2014)                         | 13                 |

## Démographie
| 1962  | 1968  | 1975  | 1982  | 1990  | 1999  | 2006  | 2011  | 2012  |
| ----- | ----- | ----- | ----- | ----- | ----- | ----- | ----- | ----- |
| 7 663 | 7 145 | 6 950 | 6 845 | 6 639 | 6 144 | 6 069 | 5 928 | 5 876 |